# الدارمي السمرقندي
الدَّارِمِي السَّمَرْقَنْدِي (181 هـ- 255 هـ / 797 - 868م)، حافظ ومفسر ومحدث، من أهل سمرقند.
هو أبو محمد، عبد الله بن عبد الرحمن بن الفضّل بن بهرام بن عبد الصمد الدَّارِمِي، التميمي، السَّمَرْقَنْدِي.
روى عن: ابن عون، ويزيد بن هارون، وغيرهما، وروى عنه: مسلم، وأبو داود، والترمذي، وأبو زرعة، وغيرهم.

## مؤلفاته
من آثاره: «تفسير القرآن الكريم»، و«سنن الدَّارِمِي»، و«المسند»، و«الجامع الصحيح».

## وفاته
تُوفي الدَّارِمِي في مسقط رأسه، وهو ابن سبعِ وسبعين عامًا، يوم التروية، ودُفن يوم الجمعة، يوم عرفة.